# Alberto López Fernández
Alberto López Fernández, kurz Alberto (* 20. Mai 1969 in Irun) ist ein ehemaliger spanischer Fußballspieler, der zuletzt bei Real Valladolid in der spanischen Primera División spielte.

## Spielerkarriere

### Real Sociedad
Alberto spielte den Großteil seiner Fußballerkarriere beim baskischen Traditionsverein Real Sociedad. Im Jahre 1989 wechselte Alberto vom Amateurverein CD Pasajes zu RSO. Nach drei Jahren im B-Team wurde er schnell Stammkraft bei den „Txuri Urdin“ und war stets sicherer Rückhalt. Mit insgesamt 346 Profieinsätzen in der ersten Liga für Real Sociedad ist er einer der Rekordspieler des Clubs. Sein größter Erfolg mit San Sebastían war die Vize-Meisterschaft 2002/2003 hinter Rekordmeister Real Madrid. Dies war doppelt bitter, da der Titel erst am vorletzten Spieltag durch eine Auswärtsniederlage beim späteren Champions-League-Teilnehmer Celta Vigo verspielt wurde. Im folgenden Jahr spielte Alberto ebenfalls mit seiner Truppe in der „Königsklasse“.

### Die letzten Jahre
Obwohl er stets ein sicherer Rückhalt war, wurde Alberto 2004 durch den neu verpflichteten Asier Riesgo im Tor verdrängt. Als dann im Sommer 2006 auch noch der chilenische Nationaltorwart Claudio Bravo von Colo Colo geholt wurde, war für Alberto Schluss bei seinem langjährigen Verein. Er ging zum Zweitligisten Real Valladolid, mit dem er bereits im ersten Anlauf den Aufstieg und somit die Rückkehr in die Primera División schaffte. Zwar war Alberto in der Aufstiegssaison stets ein sicherer Rückhalt, jedoch verlor er nach dem Aufstieg seinen Stammplatz an den jüngeren vom FC Valencia ausgeliehenen Franzosen Ludovic Butelle. Zeitweise stand er nur gar nur noch auf Platz 3 in der internen Torwart-Rangliste. Trotz seiner Reservisten-Rolle hat Alberto López 2007/2008 bereits sieben Ligaspiele bestritten.

## Erfolge
- 2006/07 – Aufstieg in die Primera División mit Real Valladolid